# ادمزبورگ (آلاباما)
ادمزبورگ، الاباما (به انگلیسی: Adamsburg, Alabama) در ایالات متحده آمریکا است که در آلاباما واقع شده‌است.

## خصوصیات
ادمزبورگ ۴۴۷ متر بالاتر از سطح دریا واقع شده‌است.